# هاري سكوت بينيت
هاري سكوت بينيت (بالإنجليزية: Harry Scott Bennett)‏ هو سياسي أسترالي، ولد في 1 يونيو 1877، وتوفي في 24 مايو 1959. حزبياً، نشط في حزب العمال الأسترالي. وقد انتخب عضو الجمعية التشريعية فيكتوريا.